# Lady Shiva
Pour l’article homonyme, voir Lady Shiva (film, 1974).
Lady Shiva est une super-vilaine appartenant à l’univers de DC Comics. Créé par le scénariste Dennis O'Neil et le dessinateur Ric Estrada, ce personnage de fiction apparaît pour la première fois dans le comic book Richard Dragon, Kung-Fu Fighter #5 en décembre 1975. Plus tard, elle devient un ennemi régulier des séries de comics sur Batman.

## Biographie fictive
Sandra Wu-San, aussi écrit et prononcé Sandra Woosan, est un maître dans les arts martiaux et un assassin à mains nues. Après des années de pratique, elle est capable de lire le langage corporel des gens et d'anticiper leurs mouvements. Avec l'assassin David Cain, elle a une fille, Cassandra Cain, à qui elle apprend cette technique. Dans l'arc narratif Batman: Knightfall, Lady Shiva aide son ennemi Batman à retrouver son potentiel après sa défaite contre Bane,. Elle apparait également dans Batman: Un Deuil dans la Famille car le jeune Robin, Jason Todd, a pensé que Sandra Woosan était sa mère après avoir regardé dans le carnet d'adresses de son père. Robin s'était rendu compte que la mère qui lui avait été présentée à sa naissance n'était pas sa vraie mère et que le nom de cette dernière commençait par un S.

## Autres médias

### Télévision et films d’animation
- Fort de son succès dans les comics, le personnage de fiction a été adopté à d'autres médias. L'actrice Sung Hi Lee interprète Lady Shiva dans l'épisode éponyme de la série télévisée Les Anges de la nuit de 2002[5].
- En 2013, le personnage apparaît également dans la série télévisée d'animation Prenez garde à Batman[6],[7]. Cette série de 26 épisodes a été diffusée sur France 4 durant l'été 2014.
- Elle apparaît dans la série télévisée d’animation La Ligue des justiciers : Nouvelle Génération.
- Elle est mentionnée dans le film Batman et Harley Quinn, sorti en 2017.
- Elle apparaît dans le film Justice League Dark: Apokolips War, sorti en 2020.
- Elle est dans Batman: Soul of the Dragon, sortie en 2021.

### Jeux vidéo
- Elle fait partie des 8 assassins envoyés par Black Mask dans Batman Arkham Origins, mais sa confrontation avec Batman est une mission secondaire dans le jeu.